# Mikel Sorauren

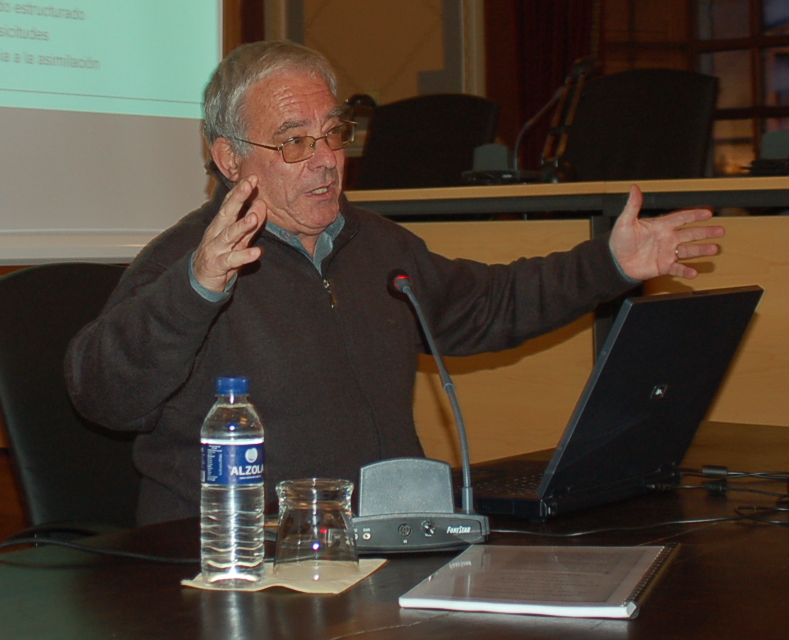
Mikel Sorauren en una conferencia en Vergara, 2009.

Mikel Sorauren de Gracia (Pamplona, 1946) es un historiador y político de Navarra (España). Hizo sus estudios en la Universidad de Navarra, Facultad de Filosofía y Letras, sección Historia. Licenciatura y memoria dirigida por Federico Suárez (16-01-1973). Presentó la Memoria de Licenciatura en 1973, con el título de La Desamortización y las Cortes en el Trienio Constitucional (1820-1823). A partir de ese momento se centró en el estudio de la documentación navarra, preferentemente de la Edad Moderna y Edad Contemporánea, aunque sin perder de vista la perspectiva general de la Historia de Navarra. Es miembro fundador del Instituto Jerónimo de Ustaritz (1983), de la Asociación de Estudios e Iniciativas Iturralde, al igual que es miembro también de la asociación cultural Nabarralde.

## Política
Entre los años 1979 y 1983 formó parte del Parlamento de Navarra como diputado por Euskadiko Ezkerra en la primera de las legislaturas de esta institución tras el franquismo. Antes del fin de la legislatura, en diciembre de 1982, abandonó EE, ya que formaba parte de la corriente minoritaria Nueva Izquierda, enfrentada a la mayoría del partido a la que acusaban de "derechización" y aproximación a la "socialdemocracia.

## Actividad profesional
Desarrolló su actividad profesional como profesor de Historia en el I .B. P. Moret-Irubide de Pamplona. Dentro de esta actividad ha desempeñado la función de Coordinador de Historia del Mundo contemporáneo de la Universidad Pública de Navarra. 

## Publicaciones
Ha centrado sus investigaciones preferentemente en el tema social y económico.
Ha publicado, con otros autores:
- La Cuenca de Pamplona. Iruñerri. En la que aportó “Aproximación histórica”
- En colaboración con J. M. Jimeno Jurío y Vicente Huici, Historia Contemporánea de Navarra (Txertoa, 1982), desarrollando el periodo que va desde finales del siglo XVIII hasta 1875.

En solitario, ha publicado:
- Navarra, el Estado Vasco. Pamiela (1999)  Segunda edición en 2000. Tercera edición en 2008.
- Fueros y Carlistada. Nabarralde (2009)

Ha impartido gran número de conferencias y cursos de historia. Asimismo, ha escrito multitud de artículos para prensa, trabajos para la revista HARIA (Nabarralde).